# Mračaj (Bugojno)
Mračaj es un pueblo de la municipalidad de Bugojno, en el cantón de Bosnia Central, Bosnia y Herzegovina.

## Superficie
Posee una superficie de 18,68 kilómetros cuadrados.

## Demografía
Hasta 1991 la población era de 35 habitantes.